# Ніколаєвка (Аненій-Нойський район)
Ніколаєвка (рум. Nicolaevca) — село в Аненій-Нойському районі Молдови. Входить до складу комуни, адміністративним центром якої є село Золотієвка.

## Населення
За даними перепису населення 2004 року у селі проживали 104 особи.
Національний склад населення села:
| Національність       | Кількість осіб | Відсоток |
| -------------------- | -------------- | -------- |
| українці             | 63             | 60,6%    |
| молдавани            | 30             | 28,8%    |
| росіяни              | 9              | 8,7%     |
| поляки               | 1              | 1,0%     |
| інша / без відповіді | 1              | 1,0%     |
| Всього               | 104            | 100%     |